# TOO SHY SHY BOY!
「TOO SHY SHY BOY!」（トゥー シャイ シャイ ボーイ）は、日本の女性歌手、観月ありさの4枚目のシングル。

## 解説
- 累計で36万枚を超える売り上げを記録し、観月最大のヒット曲となった。
- 小室哲哉による作詞・作曲・編曲・プロデュースにより発表された楽曲で、制作初期のデモテープは他の音楽シーンと合わず「ちょっと違う感じで」と歌詞・バックトラック・キー共に何度もリテイクを要請される程の難産だった[1]。
- 小室は「1987年に出来ていたら間違いなくTM NETWORKでやっていた」と語り、その他にもTMではできないアイディアを本作に託していた[2]。
- 観月は最初「リズムを取るのか、メロディーを取るのか」が把握できずに、曲についていけなかった。小室がスタジオに来て、キーボードを鳴らしてガイドを行う等色々なアドバイスをした[3]。
- 後に小室も同年10月21日に発売されたアルバム『Hit Factory』で本曲をセルフカバーしている。
- 小室は「自分がミュージシャンとして表舞台に出ていることに行き詰っていた時期だったので、知らない人がいないだろうわかりやすい素材をプロデュースできたのはありがたい経験でした」と振り返っている[4]。
- このシングルからカラオケが収録された。
- 2021年12月29日、小室哲哉によるリアレンジを施した「TOO SHY SHY BOY! (TK SONG MAFIA MIX)」が配信シングルとしてリリースされた。同曲は観月が主演を務めるテレビ朝日・ABEMAのドラマ『奪い愛、高校教師』テーマソングとなっている[5]。

## 収録曲
1. TOO SHY SHY BOY!
作詞・作曲：小室哲哉　編曲：小室哲哉、COZY
キリンビバレッジ「シャッセ」CFソング。
2. 春のとびら
作詞・作曲：辛島美登里　編曲：村瀬恭久
メニコン「ソフトMA」CMイメージソング。
3. TOO SHY SHY BOY!（オリジナル・カラオケ）

## 収録アルバム

### TOO SHY SHY BOY!
- ARISAⅡ SHAKE YOUR BODY FOR ME (EXTENDED NEW RE-MIX)
- REMIX ALBUM KAN-JUICE (THE READYMADE CATCHY MIX)
- FIORE-ARISA COLLECTION-
- ARISA'S FAVORITE 〜T.K.SONGS〜 (FAVORITE EDITION)
- HISTORY～ALISA MIZUKI COMPLETE SINGLE COLLECTION～
- VINGT-CINQ ANS Disc1にオリジナル版とDisc3に2016年リメイク版が収録されている。
- Ali30 (TK SONG MAFIA MIX)

### 春のとびら
- FIORE-ARISA COLLECTION-

## カバー
- EZFG feat. 巡音ルカ - カバーアルバム『小室哲哉 meets VOCALOID』（2012年発売）
  - 小室哲哉公認のVOCALOIDカバーアルバム。